# Coupe Spengler 2008
Navigation
Édition précédente Édition suivante
La Coupe Spengler 2008 est une compétition de hockey sur glace se déroule du 26 au 31 décembre à la Vaillant Arena de Davos, comme toutes les coupes Spengler. Les participants à cette compétition sont le HC Davos, organisateur, le Team Canada, une équipe formée des meilleurs canadiens évoluant en Europe et plus particulièrement en Ligue nationale A, le HC Energie Karlovy Vary, les russes du HC Dynamo Moscou et les Allemands de ERC Ingolstadt. Le vainqueur du tournoi est le HC Dynamo Moscou.

## Tournoi

### Phase de Poules

#### Classement
| Clt   | Équipe                  | PJ | V | VP | D | DP | BP | BC | Pts |
| ----- | ----------------------- | -- | - | -- | - | -- | -- | -- | --- |
| +001, | Team Canada             | 4  | 3 | 0  | 0 | 1  | 19 | 12 | 7   |
| +002, | HK Dinamo Moscou        | 4  | 3 | 0  | 1 | 0  | 18 | 14 | 6   |
| +003, | HC Davos                | 4  | 1 | 1  | 2 | 0  | 14 | 14 | 4   |
| +004, | HC Energie Karlovy Vary | 4  | 1 | 0  | 3 | 0  | 10 | 13 | 2   |
| +005, | ERC Ingolstadt          | 4  | 1 | 0  | 3 | 0  | 12 | 20 | 2   |

- Qualifié pour la finale

#### Matches
| 26 décembre 2008 | HK Dinamo Moscou | 4-1 (1-0, 1-1, 2-0) | HC Davos | Vaillant Arena |

| 26 décembre 2008 | Team Canada | 3-1 (0-0, 3-1, 0-0) | HC Energie Karlovy Vary | Vaillant Arena |

| 27 décembre 2008 | HC Energie Karlovy Vary | 5-2 (0-0, 1-1, 4-1) | ERC Ingolstadt | Vaillant Arena |

| 27 décembre 2008 | Team Canada | 5-6 (TB) (0-3, 3-1, 2-1, 0-0, 0-1) | HC Davos | Vaillant Arena |

| 28 décembre 2008 | HC Davos | 4-1 (1-1, 2-0, 1-0) | HC Energie Karlovy Vary | Vaillant Arena |

| 28 décembre 2008 | ERC Ingolstadt | 4-7 (2-2, 2-4, 0-1) | HK Dinamo Moscou | Vaillant Arena |

| 29 décembre 2008 | ERC Ingolstadt | 2-5 (0-2, 0-1, 2-1) | Team Canada | Vaillant Arena |

| 29 décembre 2008 | HC Energie Karlovy Vary | 3-4 (0-2, 2-2, 1-0) | HK Dinamo Moscou | Vaillant Arena |

| 30 décembre 2008 | HK Dinamo Moscou | 3-6 (0-2, 1-3, 2-1) | Team Canada | Vaillant Arena |

| 30 décembre 2008 | HC Davos | 3-4 (1-1, 0-3, 2-0) | ERC Ingolstadt | Vaillant Arena |

### Finale
| 31 décembre 2008 | Team Canada | 3-5 (0-1, 2-2, 1-2) | HK Dinamo Moscou | Vaillant Arena |